# Cutibacterium acnes
Cutibacterium acnes (noto in passato come Propionibacterium acnes) è un batterio Gram-positivo anaerobio a lenta crescita collegato ad alcune patologie della cute, come l'acne. Può essere anche la causa di blefariti e di endoftalmite.
È un batterio commensale della pelle e presente nella maggior parte degli individui. Vive nelle ghiandole sebacee e nel sebo. Meglio conosciuto come patogeno condizionale della cute, come S. aureus e S. epidermidis.

## Reumatologia
Uno studio danese pubblicato nel 2013 dall'European Spine Journal suggerisce una possibile interazione tra una serie di patologie interdiscali — sciatica, ernia discale, mal di schiena cronico, degenerazione articolare, oligoartrite, ecc. — e la presenza interstiziale di Cutibacterium acnes nel cuore stesso dei focolai incriminati.
Analogamente, l'International Journal of Spine Surgery — sotto l’egida della International Society for the Advancement of Spine Surgery — ha pubblicato nell’aprile 2019 i risultati di uno studio clinico su 120 pazienti con ernia del disco: a livello L4-L5 in 63 partecipanti e L5-S1 in 57 altri. I campioni prelevati durante la discectomia rivelano la presenza di microrganismi sensibili alla terapia antibiotica nel 50% dei casi in cui il batterio ora chiamato Cutibacterium acnes compare massicciamente in oltre il 35% dei campioni. La relazione conclude che l’identificazione di questo germe potrebbe di fatto basarsi sull’assunto che esso potrebbe potenzialmente costituire uno dei possibili elementi causali — o anche, almeno, elementi concomitanti — suscettibili di contribuire alla genesi della patologia in questione.
Tuttavia, sembra che tutte le suddette correlazioni siano ancora piuttosto controverse nella loro forma attuale, e persino alquanto discutibili, anche se il professor Thierry Schaeverbeke, reumatologo specializzato nel rapporto tra agenti infettivi e sistema immunitario dell’ospedale universitario di Bordeaux, già nel 2013 sosteneva che “sarebbe un errore scientifico non cercare di confermare o confutare tale ipotesi”.